# Nycke Groot
Cornelia Nycke Groot (Alkmaar, 1988. május 4. –) Európa-és világbajnoki ezüst- és bronzérmes holland válogatott kézilabdázó, irányító. 2021-es visszavonulása előtt 4 évig a Győri Audi ETO KC csapatában, míg 2 évig az Odense Håndboldnál játszott. Mezszáma az ETO-ban a 27-es, míg az Odenseben és a válogatottban is a 17-es volt.

## Pályafutása

### Klubcsapatokban
Groot 2006-ig Hollandiában játszott, előbb a Koedijk, Kolping csapatában, majd az első osztályban szereplő Zeeman Vastgoed SEW-nél, amellyel szerepelt a Bajnokok Ligája selejtezőjében, az EHF-kupában, és a Kupagyőztesek Európa-kupájában is. 2006-ban igazolt Dániába a Team Tvis Holstebro csapatába. Ezzel az egyesülettel 2011-ben EHF-kupa döntőt játszott, amelyet a dán FC Midtjylland Håndbold ellen elvesztettek. 2011-től négy szezont játszott az FC Midtjylland Håndbold-nál, amellyel kétszer megnyerte a dán bajnokságot és a Dán Kupát, valamint 2015-ben a Kupagyőztesek Európa-kupáját. 2013-ban eljutott az először megrendezett Bajnokok ligája Final Four-ba, ahol a negyedik helyet szerezték meg. 2014-ben és 2015-ben is a dán bajnokság legjobb játékosának választották. 2015-ben a Győri Audi ETO KC játékosa lett. A következő szezon végén a bajnokok Ligájában ezüstérmet szerzett a Győrrel, a Nemzetközi Kézilabda-szövetség szavazásán pedig az év harmadik legjobb játékosának választották. A 2016-2017-es szezon végén a Rába-parti csapattal megszerezte a Bajnokok Ligája-győzelmet és Grootot választották a budapesti final four legjobb játékosának. 2017 augusztusában mandulagyulladás miatt műteni kellett, ezért több hetes kihagyásra kényszerült. A 2017-2018-as szezonban megvédte csapatával a bajnokok Ligája-elsőségüket és a szurkolókmújra Grootot választották a final four legjobbjának. 2018 decemberében a Handball-Planet kézilabdás szakportál jelölte az év legjobb játékosa címre. 2019 februárjában bejelentette, hogy a szezon végén lejáró szerződését nem hosszabbítja meg és távozik a Győr csapatától, helyére a francia válogatott Estelle Nze Minko érkezhet Győrbe. 2019 márciusában az is hivatalossá vált, hogy a következő szezontól visszatér Dániába és az Odense Håndbold játékosa lesz. 2020 novemberében bejelentette, hogy a szezon végén befejezi pályafutását.

### A válogatottban
A holland válogatottal a 2010-es Európa-bajnokságon vett részt eéőször világeseményeken. Tagja volt a 2015-ben története első érmét nyerő holland csapatnak, amely ezüstérmes lett a világbajnokságon.
A 2016-os riói olimpián a holland csapatban vezéreként ő töltötte a legtöbb időt a pályán csapatából, de érmet nem sikerült szerezniük, miután a bronzmérkőzést a norvég válogatott ellen elveszítették.
A 2016-os Európa-bajnokságon újra ezüstérmet nyert a válogatottal és őt választották meg a torna legjobb játékosának.
2017-ben világbajnoki, 2018-ban Európa-bajnoki bronzérmes lett a válogatottal. 2019 januárjában bejelentette, hogy visszavonul a válogatottól. A nemzeti csapatban összesen 141 mérkőzésen játszott és 439 gólt szerzett.
A 2020 őszi bejelentése ellenére Hollandia szövetségi kapitánya meghívót küldött Nycke Groot-nak, aki élt is a lehetőséggel.

## Sikerei
- Holland bajnokság győztese: 2004
- Dán bajnokság győztese: 2013, 2015
- Dán Kupa-győztes: 2012, 2014
- Kupagyőztesek Európa-kupája győztese: 2015
- Világbajnokság ezüstérmese: 2015
- Európa-bajnokság ezüstérmese: 2016
- Magyar bajnokság győztese: 2016, 2017, 2018, 2019
- Magyar kézilabdakupa győztes: 2016, 2018, 2019
- A 2016-os Európa-bajnokság legjobb játékosa (MVP)
- EHF-bajnokok ligája-győztes: 2017,2018, 2019[18]
- EHF-bajnokok ligája Final4 legértékesebb játékosa (MVP): 2017
- EHF-bajnokok ligája legjobb irányítója: 2016, 2017